# Dio ha bisogno degli uomini
Dio ha bisogno degli uomini (Dieu a besoin des hommes) è un film del 1950 diretto da Jean Delannoy, tratto dal romanzo di Henri Queffélec  Un Recteur de l'île de Sein ispirato da un episodio reale avvenuto nel 1850.

## La trama
Il film narra di una comunità di poveri pescatori che vivono sulla piccola e sperduta isola di Sein, battuta dalle tempeste dell'Atlantico, situata al largo della costa della Bretagna. Gli isolani sono selvaggi e primitivi come la loro isola, non si curano delle leggi morali pur aderendo formalmente ai riti e ai culti della loro religione. I pescatori sono quindi considerati dal loro parroco dei pagani peccatori tanto più perché provocano durante le tempeste il naufragio delle navi di passaggio per depredarle. Il curato, quindi, non sopportando di vivere assieme a dei malvagi, lascia l'isola affidando la chiesa al suo sagrestano Tommaso, un ignorante analfabeta, che viene quasi costretto dagli abitanti a sostituirsi al prete e a celebrare le cerimonie religiose.
Tommaso cede poiché capisce il bisogno del sacro degli isolani ed è convinto che ciò che fa non sia sgradito a  Dio. Il sagrestano, che si sente chiamato da Dio, sta apprestandosi a compiere un  grave sacrilegio celebrando la messa, quando giunge sull'isola un nuovo prete scortato dai gendarmi. Gli isolani accolgono male il prete della terraferma che li giudica severamente; essi preferiscono il buon sacrestano che non li condanna e dà loro la religione che vogliono.
Il conflitto tra il nuovo prete e il popolo dell'isola scoppia quando questi si rifiuta di accogliere in terra consacrata un suicida. Sarà ancora Tommaso, violando le leggi della Chiesa, a  sostituirsi al prete celebrando un suggestivo funerale e seppellendo il corpo in mare. Tutto tornerà alla normalità quando il sagrestano convincerà i ribelli isolani a tornare devotamente alla "vera" Chiesa.

## Recensioni
(Éric Rohmer)
Il film è veramente il tentativo di rendere l'invisibile tramite il visibile come afferma Éric Rohmer   ma la critica cinematografica si è divisa nel giudicare se questo tentativo sia riuscito al regista Delannoy. Apprezzato dalla critica cinematografica cattolica che ha premiato a suo tempo il film al festival di Venezia del 1950,  è stato ritenuto da altri critici un'opera «sopravvalutata,  confusa sul piano dei problemi, contraddittoria su quello della forma» e non pienamente riuscita proprio per «i temi religiosi ... indicati, ma non approfonditi, forse anche perché è una tematica cattolica affrontata da protestanti (Delannoy, Bost, Fresnay).» .
Ennio Flaiano recensendo la pellicola nel 1951, scriveva che con questo film Delannoy si riscattava dai brutti film precedenti, anche se il merito era soprattutto della buona sceneggiatura del romanzo originale... «quest'ultimo film ha fatto di Delannoy un regista più semplice e audace. Il tono della recitazione resta ancora un po' melodrammatico, ma la macchina si muove con maggiore opportunità, evitando il superfluo: e gli effetti sono quasi sempre raggiunti.» .
Massimo Macri condivide il giudizio di Guido Aristarco che scriveva che Dio ha bisogno degli uomini era  «un film religioso con impostazione protestante e conclusione cattolica» aggiungendo che «Questo dramma della fede, ingenuo e violento, si identifica con un linguaggio e una narrazione solenni che ricordano, anche per altri motivi, e sia pure da lontano, lo stile del Dreyer di "Dies Irae"; la natura primitiva di questi uomini viene invece suggerita con movenze e gesti amplificati, volutamente alla base anche della recitazione di Pierre Fresnay, che compone la figura del "rettore" con la sicurezza espressiva a lui consueta».
Critica questa ripresa da Luisa Cotta Ramosino (in ) che ritiene la pellicola assimilabile a certi film di Bergman dove la ricerca disperata della presenza di Dio spesso si rivela in piccoli insignificanti episodi della nostra vita. Così accade nel film di Delannoy quando il pio sagrestano Tommaso percepisce la presenza e l'approvazione di Dio per quanto sta facendo  «dopo tanto umano affannarsi...nella fragile visibilità di un raggio di sole su un'acquasantiera.»
In conclusione si può affermare che il tentativo di rendere l'invisibile con il visibile sia riuscito a Delannoy che in un'intervista spiegava così il senso del titolo del film: «È una frase un po' curiosa, lo ammetto. Ma vi credo sinceramente, credo che il Vangelo è soprattutto Dio che cerca di suscitare negli uomini una responsabilità personale». «... è un film che rappresenta il Cristianesimo puro, quello delle catacombe, che cercava la persona più adatta per prendere in mano gli uomini e rappresentarli, e aiutarli.»
Per rendere l'invisibile Delannoy racconta nella stessa intervista che «... tutto il villaggio che avete visto, nel quale si svolge l'essenziale del film, è stato costruito su una piattaforma alla periferia di Parigi perché io potessi avere attorno a questa costruzione il cielo.» Delannoy si dichiara inoltre convinto che coloro che avevano lavorato alla realizzazione del film trovandosi rinchiusi in quel villaggio artificiale durante l'intera durata della lavorazione «...non posso dirvi che abbiamo avuto delle vere e proprie conversioni, ma posso dirvi che io ho trovato... una atmosfera di raccoglimento e quelli che credevano sono stati confermati nella loro fede, mentre gli altri sono rimasti stupefatti, annientati dalla loro mancanza di fede.» 
Dunque un film, sembra dire Delannoy, il cui messaggio religioso vale per chi crede e percepisce la reale presenza di Dio nelle piccole e insignificanti cose della nostra vita, come nell'acquasantiera del film dove l'acqua piovana venuta dal Cielo è illuminata  dallo Spirito con un raggio di sole, e per chi non crede ma che tuttavia talora avverte la presenza divina senza scoprirla.

## Riconoscimenti
- 1950 - Mostra internazionale d'arte cinematografica
  - Premio internazionale della giuria a Jean Delannoy , premio dell'OCIC (Office catholique international du cinèma), premio per il migliore attore a Pierre Fresnais
- 1951 - Festival internazionale del cinema di Berlino
  - Premio speciale della città di Berlino a Jean Delannoy
- 1951 - Nastro d'argento
  - Miglior attore straniero (Pierre Fresnay)